# Gibraltar First Division (2011/2012)
Gibraltar First Division 2011/2012 była 113. edycją najwyższej klasy rozgrywkowej piłki nożnej na Gibraltarze. Brało w niej udział 6 drużyn, które w okresie od 8 października 2011 do 2 kwietnia 2012 rozegrały 20 kolejek meczów. Tytuł mistrzowski obroniła drużyna Lincoln Red Imps zdobywając dziesiąty tytuł z rzędu, a osiemnasty w swojej historii.

## Drużyny
W sezonie 2010/11 z ligi spadł ostatni zespół – Lynx F.C.. Pierwsze miejsce w Gibraltar Second Division zajął Gibraltar Pilots F.C., jednak drużyna ta była rezerwami Lions Gibraltar (wtedy jeszcze pod nazwą Gibraltar F.C.), dlatego do ligi awansował drugi SJ Athletic Corinthians.
| Uczestnicy poprzedniej edycji                                                                                 | Uczestnicy poprzedniej edycji | Uczestnicy poprzedniej edycji | Uczestnicy poprzedniej edycji |
| --- | ----------------------------- | ----------------------------- | ----------------------------- |
| LIN | Lincoln Red Imps              | 1                             |                               |
| GLA | Glacis United                 | 2                             |                               |
| MAN | Manchester 62                 | 3                             |                               |
| LIO | Lions Gibraltar               | 4                             |                               |
| STJ | St Joseph’s                   | 5                             |                               |
| Awans z Gibraltar Second Division                                                                             |                               |                               |                               |
| SAC | SJ Athletic Corinthians       | 2                             |                               |
| Oznaczenia: - kolumna pierwsza – skróty nazw drużyn, - kolumna trzecia – miejsce zajęte w poprzednim sezonie. |                               |                               |                               |

## Tabela
| Lp. | Drużyna                     | M  | Z  | R | P  | B+ | B-  | +/– | Pkt | Kwalifikacja                        |
| --- | --------------------------- | -- | -- | - | -- | -- | --- | --- | --- | ----------------------------------- |
| 1   | Lincoln Red Imps (M)        | 20 | 17 | 3 | 0  | 82 | 18  | +64 | 54  |                                     |
| 2   | St Joseph’s                 | 20 | 10 | 8 | 2  | 54 | 23  | +31 | 38  |                                     |
| 3   | Manchester 62               | 20 | 9  | 4 | 7  | 35 | 31  | +4  | 31  |                                     |
| 4   | Glacis United               | 20 | 7  | 4 | 9  | 43 | 43  | 0   | 25  |                                     |
| 5   | Lions Gibraltar             | 20 | 4  | 6 | 10 | 28 | 40  | −12 | 18  |                                     |
| 6   | SJ Athletic Corinthians (S) | 20 | 0  | 1 | 19 | 15 | 102 | −87 | 1   | Spadek do Gibraltar Second Division |

## Wyniki
| Gospodarz \ Gość        | GLA | LIN | LGI | MAN | SAC | SJO | GLA | LIN  | LGI | MAN | SAC | SJO  |
| ----------------------- | --- | --- | --- | --- | --- | --- | --- | ---- | --- | --- | --- | ---- |
| Glacis United           |     | 2–3 | 2–2 | 0–3 | 4–0 | 1–3 |     | 2–3  | 3–2 | 2–3 | 8–2 | 3–3  |
| Lincoln Red Imps        | 4–0 |     | 1–1 | 4–1 | 7–1 | 2–2 | 3–0 |      | 3–0 | 4–1 | 8–2 | 3–3  |
| Lions Gibraltar         | 1–1 | 0–4 |     | 0–3 | 2–1 | 1–2 | 2–3 | 1–6  |     | 3–1 | 7–0 | 1–1  |
| Manchester 62           | 2–1 | 0–4 | 1–1 |     | 6–1 | 0–2 | 2–3 | 0–2  | 1–0 |     | 3–1 | 1–1  |
| SJ Athletic Corinthians | 0–3 | 1–6 | 1–1 | 0–3 |     | 1–6 | 0–4 | 0–11 | 1–3 | 0–2 |     | 1–11 |
| St Joseph’s             | 1–1 | 0–2 | 1–0 | 1–1 | 4–2 |     | 4–0 | 1–2  | 4–0 | 1–1 | 3–0 |      |